# James Van Der Beek
Pour les articles homonymes, voir Van der Beek.
James Van Der Beek, né le 8 mars 1977 à Cheshire, dans le Connecticut, aux États-Unis, est un acteur et chanteur américain.

## Biographie

### Jeunesse
James David Van Der Beek est né le 8 mars 1977 à Cheshire, dans le Connecticut, aux (États-Unis).

### Famille
James Van Der Beek est le fils de Jim Van Der Beek, ancien joueur des Dodgers de Los Angeles d'origine néerlandaise, et de son épouse, Melinda, danseuse de Broadway. Il a un frère, Jared (né en 1979) et une sœur, Juliana (née en 1981).
Il joue à treize ans le rôle de Danny Zuko dans une représentation dans son école de la comédie musicale Grease.
Il auditionne à New York à l'âge de seize ans et joue dans la pièce Off-Broadway Finding the Sun et dans Shenandoah (1994).

### Carrière

#### Débuts et révélation télévisuelle (1997-2003)
Au cinéma, James Van Der Beek obtient son premier rôle dans la comédie dramatique adolescente Angus en 1995.
Mais il est révélé au monde entier lorsqu'il décroche, à l'âge de 20 ans, le rôle de l'adolescent idéaliste et romantique Dawson Leery, dans la série télévisée Dawson, lancée en 1998 sur la chaîne the WB. Le programme connaît aussi un large succès critique durant ses premières saisons, et fait de ses quatre acteurs principaux des stars.
Le jeune acteur tente logiquement de confirmer au cinéma, sortant un film par an : le mois de janvier 1999 est marqué par la sortie de la comédie dramatique adolescente American Boys, qui malgré des critiques mitigées, connaît un joli succès dans les salles américaines, grâce à l'aura de son acteur principal, qui prête ses traits à un quarterback star d'un lycée.
Il continue à jouer de son image dans des comédies : en 2000 via un caméo remarqué dans l'énorme succès Scary Movie ; puis en 2002 dans Jay et Bob contre-attaquent, où il joue une version alternative de lui-même.
En 2001, il est le héros du western Texas Rangers : La Revanche des justiciers, entouré d'autres jeunes icônes adolescentes de l'époque :  Rachael Leigh Cook, Ashton Kutcher et Dylan McDermott. Cette fois-ci, c'est le flop critique et commercial.
Mais en 2002, il casse son image d'adolescent sage en menant le thriller psychologique Les Lois de l'attraction, de Roger Avary, adaptation du roman éponyme de Bret Easton Ellis paru en 1987. Ce long-métrage noir est aussi l'occasion pour d'autres jeunes acteurs de jouer à contre-emploi :  Shannyn Sossamon, Jessica Biel, Kate Bosworth et Ian Somerhalder l'aident à remplir les salles, et si les critiques sont mitigées, Bret Easton Ellis salue le travail d'adaptation et le film devient culte.

#### Passage à vide et seconds rôles (2003-2011)
L'année suivante, Dawson se conclut au bout de six saisons, mais l'acteur ne parvient pas à s'imposer sur grand écran : s'enchaînent les films de série B : en 2006, le film d'horreur Le Fléau selon Clive Barker, qui sort directement en DVD ; puis en 2007 le téléfilm L'Œil de la bête, puis La Possession de Paul Twist, réalisé par Jonathan Dueck, dans lequel il incarne un écrivain enfermé dans son appartement, dont le monde oscille entre réalité et surnaturel. En 2007 également, il apparaît dans deux épisodes de la série Esprits criminels, dans lesquels il incarne le personnage de Tobias Henkel, un criminel souffrant de troubles de l'identité qui torture et drogue Reid.
C'est bien à la télévision qu'il revient discrètement : en 2008, il joue de son image d'icône des années 1990 en jouant une ancienne star de la pop dans la populaire sitcom  How I Met Your Mother. Il reprendra son rôle à deux reprises, en 2013.
En 2009, il s'aventure dans le thriller politique, avec Formosa Betrayed, et le drame indépendant Stolen, écrit et réalisé par Anders Anderson, tous deux des flops. Puis il s'aventure côté drame en 2009, avec un rôle de guest-star dans la série fantastique Medium, avant de rejoindre une nouveauté, la série médicale Mercy Hospital, mais qui ne dépasse pas sa première saison, faute d'audiences. Et en 2010, il finit par accepter un second rôle dans le film d'action The Big Bang, avec Antonio Banderas dans le rôle-titre, qui passe inaperçu. Suivent quelques apparitions dans des séries policières, avant de revenir sur le devant de la scène grâce à une comédie.

#### Retour au premier plan (2012-)

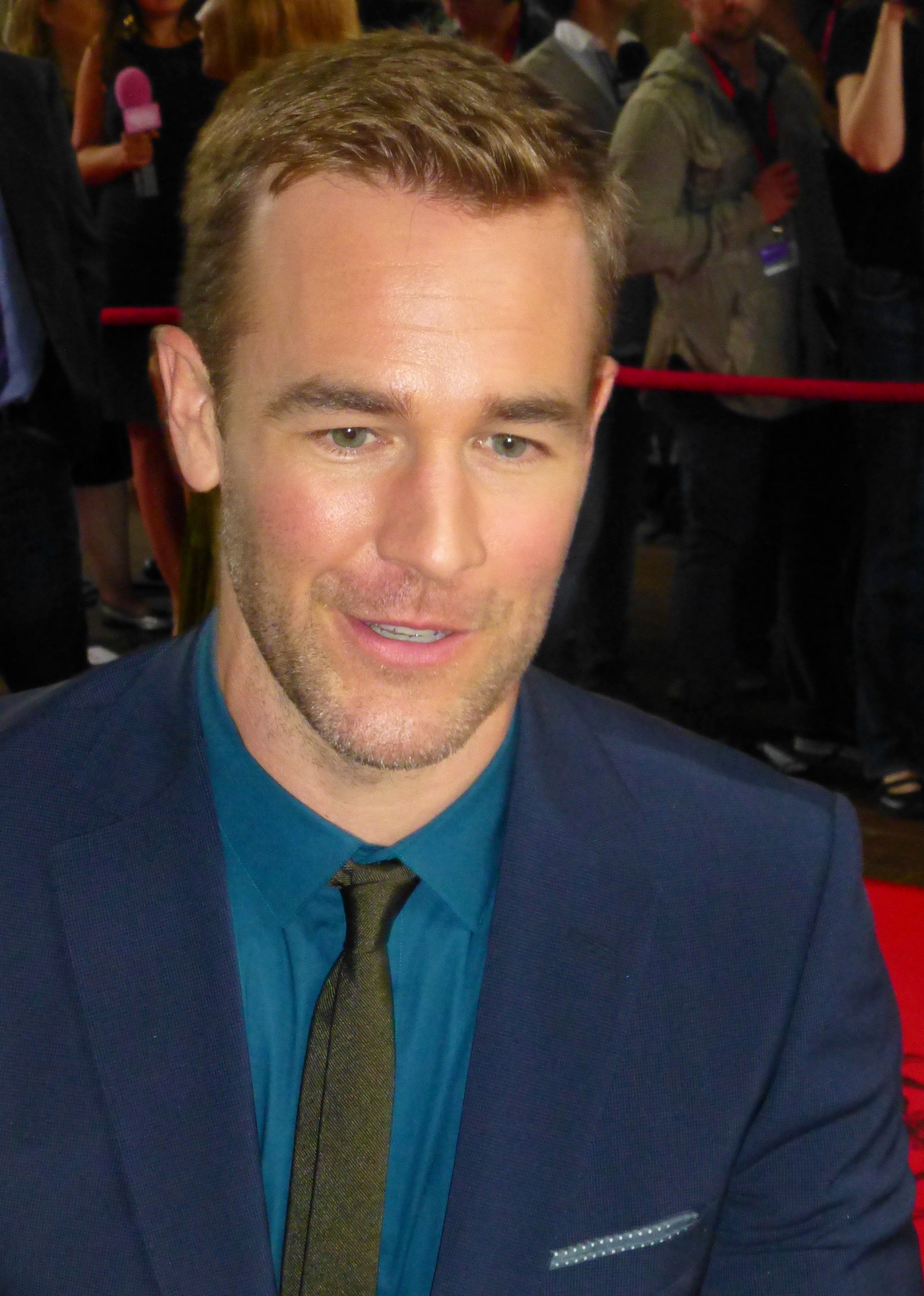
L'acteur au Festival International du Film de Toronto 2013, pour Last Days of Summer.

Entre 2012 et 2013, il joue en effet une version extravertie et imbue de lui-même dans la décalée sitcom Don't Trust the B---- in Apartment 23. Sa performance et son second degré sont largement salués par la critique, et malgré l'arrêt du programme après deux saisons, l'acteur rebondit vers une autre sitcom chorale, Friends with Better Lives. Cette relecture contemporaine de Friends est néanmoins un échec critique et d'audiences, et disparait au bout de 13 épisodes.
En 2013, il fait une apparition remarquée au cinéma dans le mélodrame Last Days of Summer, de Jason Reitman, qui a pour vedettes principales Kate Winslet et Josh Brolin. Le film est un succès au box office et obtient d'excellentes critiques.
Côté télévision, la chaîne CBS décide de lui refaire confiance, et le choisit pour intégrer la distribution de la série policière CSI: Cyber, lancée en 2015, et dans laquelle il retrouve Patricia Arquette.
En 2017, il apparaît dans deux épisodes de la série britannique Carters Get Rich, avant d'intervenir en tant que guest pour un épisode dans la série Room 104. Il prête également sa voix à l'un des personnages dans la série d'animation de Disney Vampirina. Il co-crée et interprète le personnage principal de la série What Would Diplo Do?, avant d'apparaitre dans un épisode de la série à succès Modern Family. À la fin de cette même année, il intervient dans le pilote de la série Sea Oak, produite par amazon et qui comprend en vedette Glenn Close.
En 2017, il apparaît dans le film Downsizing qui sort en France en janvier 2018. Ce film dystopique est un récit d'anticipation doublé d'une satire sociale qui a dérouté le public du 74e festival de Venise et du 42e festival de Toronto, où il a été présenté en avant-première en août et septembre 2017.
En 2019 il fait partie des candidats de la 28e saison de Dancing with the Stars.
Le 24 Janvier 2025, il est à l'affiche de la comédie romantique Closer (Sidelined the QB and Me), qui est disponible sur Amazon Prime Video.

### Vie privée
James Van Der Beek s'est marié avec l'actrice Heather McComb en 2003, dont il a divorcé à la fin de 2009.
Il s'est remarié le 1er août 2010 avec Kimberly Brook. La cérémonie a eu lieu à Tel Aviv. Le couple a six enfants : -  Olivia née le 25 septembre 2010 - Joshua né le 13 mars 2012 -  Annabel née le 25 janvier 2014 - Emilia née le 23 mars 2016 - Gwendolyn née le 15 juin 2018 - Jeremiah né le 10 octobre 2021.
En 2024, James Van Der Beek annonce être atteint d'un cancer colorectal.

## Filmographie

### Cinéma
- 1986 : Le Château dans le ciel (天空の城ラピュタ, Tenkū no shiro Rapyuta) de Hayao Miyazaki : Pazu (voix, version anglophone de 2003)
- 1995 : Angus de Patrick Read Johnson : Rick Sandford
- 1996 : I Love You, I Love You Not de Billy Hopkins : Tony
- 1998 : Harvest d'Athina Rachel Tsangari : James Peterson
- 1999 : American Boys (Varsity Blues) de Brian Robbins : Jonathon Moxon
- 2000 : Scary Movie de Keenen Ivory Wayans : Dawson Leery
- 2001 : Texas Rangers : La Revanche des justiciers (Texas Rangers) de Steve Miner : Lincoln Rogers Dunnison
- 2002 : Jay et Bob contre-attaquent (Jay and Silent Bob Strike Back) de Kevin Smith : lui-même
- 2002 : Les Lois de l'attraction (The Rules of Attraction) de Roger Avary : Sean Bateman
- 2005 : Standing Still de Matthew Cole Weiss : Simon
- 2006 : Le Fléau selon Clive Barker (The Plague) de Hal Masonberg : Tom Russel
- 2007 : La Possession de Paul Twist (Final Draft) de Jonathan Dueck : Paul Twist
- 2009 : Formosa Betrayed d'Adam Kane : Jake Kelly
- 2010 : The Big Bang de Tony Krantz : Adam Nova
- 2012 : Backwards de Ben Hickernell : Geoff
- 2013 : Last Days of Summer de Jason Reitman : L'officier Treadwell
- 2017 : Downsizing d'Alexander Payne : l'anesthésiste (caméo)
- 2019 : Jay and Silent Bob Reboot de Kevin Smith : lui-même
- 2020 : Bad Hair de Justin Simien : Grant
- 2024 : Closer de Justin Wu : Leroy Lahey

### Télévision

#### Séries télévisées
- 1993 : Clarissa Explains It All : Paulie
- 1996 : Aliens in the Family : Ethan
- 1995 : As the World Turns : Stephen Anderson
- 1998-2003 : Dawson (Dawson's Creek) : Dawson Leery
- 2006 : Sex, Power, Love & Politics : Ozzie (pilote non retenu pour devenir une série)
- 2007 : Ugly Betty : Luke Carnes (saison 2, épisode 4)
- 2007 : Esprits criminels (Criminal Minds) : Tobias Hankel / Raphaël (saison 2, épisodes 14 et 15)
- 2007 : Football Wives : Brian Reynolds (pilote non retenu pour devenir une série)
- 2008-2009 : Les Frères Scott (One Tree Hill) : Reese Dixon (saison 6)
- 2008 / 2013 : How I Met Your Mother : Simon Tremblay (saison 3, épisode 16 - saison 8, épisode 15 - saison 9, épisode 11)
- 2009 : Medium : Dylan Hoyt (saison 5, épisode 9)
- 2009-2010 : Mercy Hospital : Dr Joe Briggs
- 2009 : Forgotten : Judd Shaw (saison 1, épisode 9)
- 2011 : New York, section criminelle (Law & Order: Criminal Intent) : Rex Tamlyn (saison 10, épisode 8)
- 2011 : Franklin and Bash (Franklin & Bash) : Nathan (saison 1, épisode 9)
- 2012 : New York, unité spéciale (Law & Order: Special Victims Unit) : Sean Albert (saison 13, épisode 20)
- 2012-2013 : Don't Trust the B---- in Apartment 23 : lui-même
- 2014 : Friends with Better Lives : Will Stokes
- 2015-2016 : CSI: Cyber : Elijah Mundo
- 2017 : Room 104 : Scott (saison 1, épisode 2)
- 2017 : Carters Get Rich : Trent Zebriski (2 épisodes)
- 2017 : What Would Diplo Do? : Diplo
- 2017 : Modern Family : Bo (saison 9, épisode 10)
- 2017 : Sea Oak : Mr. Frendt
- 2017-2021 : Vampirina : Boris Hauntley
- 2018 : Pose : Matt Bromley
- 2020 : Home Movie : The Princess Bride de Jason Reitman (mini-série) : Matt Bromley
- 2024 : Walker, saison 4, épisodes 13 See You Sometime de Steve Robin : le nouveau voisin

#### Téléfilms
- 2007 : L'Œil de la Bête (Eye of the Beast) de Gary Yates : Dan Leland
- 2009 : Le Bonheur en cadeau (Mrs. Miracle) de Michael M. Scott : Seth Webster
- 2009 : Le Courage au cœur (Taken in Broad Daylight) de Gary Yates : Tony Zappa
- 2009 : La Tempête du siècle (The Storm) de Bradford May : Dr Jonathan Kirk
- 2011 : Mystère à Salem Falls (Salem Falls) de Bradley Walsh : Jack St. Bride

## Voix françaises

### En France
| - Thierry Wermuth dans : - Dawson (série télévisée) - American Boys - Texas Rangers : La Revanche des justiciers - Jay et Bob contre-attaquent - Les Lois de l'attraction - Le Fléau selon Clive Barker - Ugly Betty (série télévisée) - How I Met Your Mother (série télévisée, 1e voix) - Les Frères Scott (série télévisée) - Médium (série télévisée) - Forgotten (série télévisée) - Le Bonheur en cadeau (téléfilm) - Le Courage au cœur (téléfilm) - La Tempête du siècle (téléfilm) - Mercy Hospital (série télévisée) - New York, section criminelle (série télévisée) - New York, unité spéciale (série télévisée) - Don't Trust the B---- in Apartment 23 (série télévisée) - Mystère à Salem Falls (téléfilm) - Last Days of Summer - Friends with Better Lives (série télévisée) - Les Experts : Cyber (série télévisée) - Room 104 (série télévisée) - Pose (série télévisée) - Jay et Bob contre-attaquent… encore - Surcompensation (série télévisée) | Et aussi - Yann Pichon dans How I Met Your Mother (série télévisée, 2e voix) |

## Musique
- 2011 : James Van Der Beek apparaît dans le clip Blow de la chanteuse Kesha, de son album Cannibal